# Лебедев, Геннадий Юрьевич
Геннадий Юрьевич Лебедев (род. 26 января 1969, Москва) — советский и российский хоккеист, нападающий. Мастер спорта.

## Биография
Воспитанник «Крыльев Советов», тренер Константин Смирнов. В чемпионате СССР дебютировал 21 ноября 1986 года в гостевой игре против ленинградского СКА (2:2), проведя свой единственный матч в сезоне. В следующем сезоне провёл 13 матчей, играя также за ШВСМ. С целью прохождения армейской службы сезон 1988/89 провёл в калининском СКА МВО, в начале следующего сезона вернулся в «Крылья Советов». Сезоны 1992/93 — 1993/94 отыграл в «Вятиче» Рязань. По данным сайта «Крыльев Советов» в сезоне 1993/94 также выступал за немецкий «Фрайбург». Сезон 1994/95 начал в пермском «Молоте», затем перешёл в СКА. В дальнейшем играл за московский «Спартак» (1995—1996), «Нефтехимик» Нижнекамск (1996—1997), «УралАЗ» Миасс (1997—1998), «Титан» Клин (1998—1999, 1999/2000), «Крылья Советов» (1999—2000), МГУ (1999/2000).
Бронзовый призёр юниорского чемпионата Европы 1987.
В дальнейшем — детский тренер московских и подмосковных команд («Радуга», «Созвездие», «Витязь»).